# プロバクトロサウルス
プロバクトロサウルス（Probactrosaurus　"バクトロサウルスの前"）は、イグアノドン類ハドロサウルス上科に属するの植物食恐竜の属である。中華人民共和国に分布する下部白亜系から化石が産出した。

## 発見と歴史

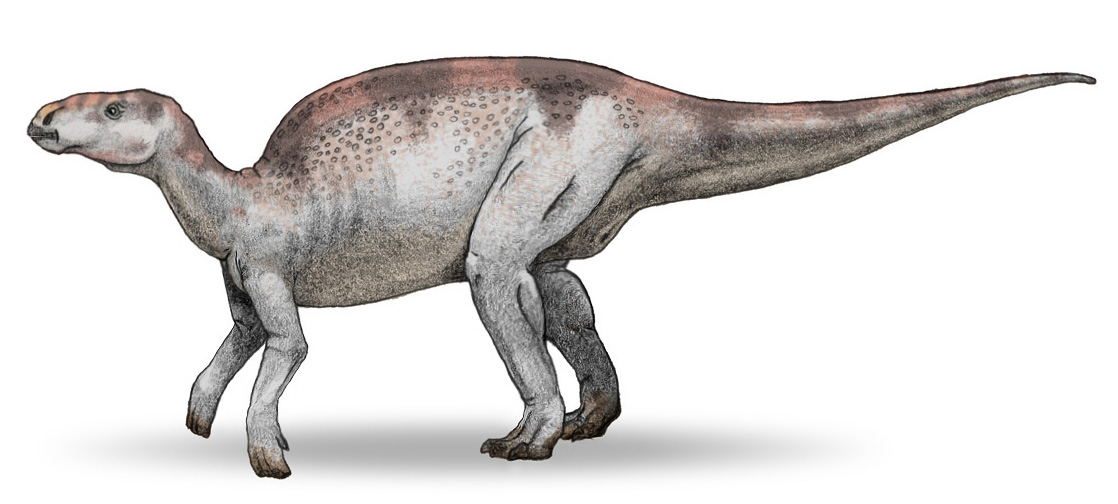
復元図

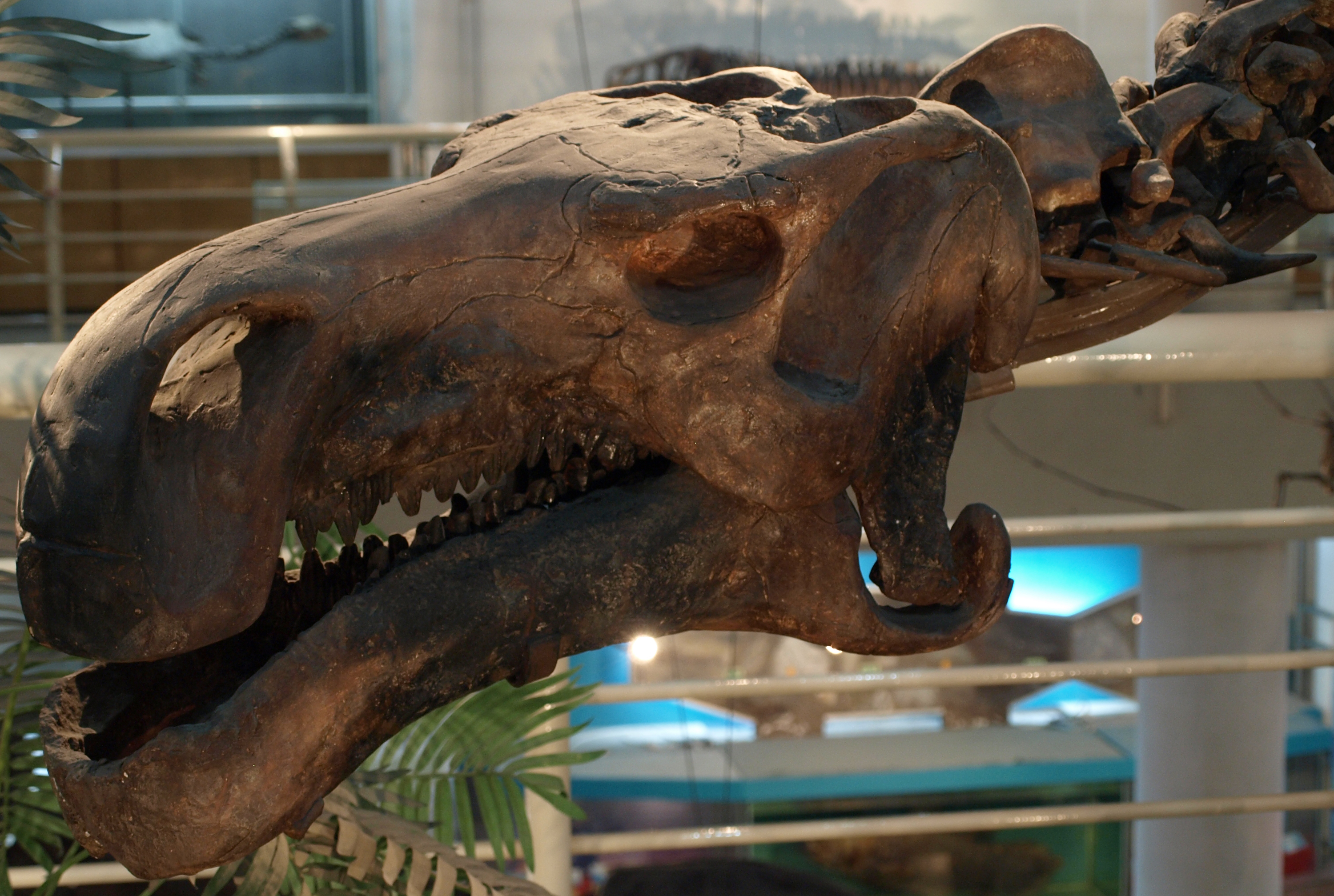
中国古動物館に展示の骨格

1959年、および1960年にソビエト-中国遠征隊により内モンゴル自治区Moartu近郊で真鳥脚類の化石が発掘された。タイプ種のProbactrosaurus gobiensisは1966年にロジェストヴェンスキー（A.K.Rozhdestvensky）により命名、記載された。属名はプロバクトロサウルスがバクトロサウルスの直接の祖先であるというロジェストヴェンスキの仮説に基づいている。種小名はゴビ砂漠にちなんでいる。ホロタイプ標本であるPIN 2232/1は大水溝層の地層で発見された部分的な頭骨の骨格である。他の部分骨格PIN 2232-10が多数の断片とともに発見されている。
1966年にロジェストヴェンスキーは断片的な資料に基づいて第2の種Probactrosaurus alashanicusを命名した。種小名はアルシャー盟にちなんでいる。2002年にDavid Bruce Normanはこの属の再検討を行い、そしてその中でP.alshanicusのタイプ標本について報告している。この標本は頭骨の後部であり、モスクワから北京に派遣されのちに失われている。結論としてはこの種はP.gobiensisのシノニムであるということである。
1997年に呂君昌は1992年に発見されたホロタイプIVPP V.11333に基づいて第3の種Probactrosaurus mazongshanensisを命名した。この名前は甘粛省の馬鬃山（en）にちなんでいる。今日ではこの標本はP.gobiensisよりもエクイジュブスやアルティリヌスにより近縁だとみられ、一般的には"Probactrosaurus" mazongshanensisとされている。
プロバクトロサウルスは草食恐竜であり2010年のグレゴリー・ポールの見積もりでは全長5.5 m、体重約1 tである。 軽量な造りで、腕や手は比較的細長く、親指のスパイクは小さかった。細い吻部、伸張した下顎および扁平な頬歯の重なり合った2重の列からなる歯の組を持っていた。おそらく主に四足歩行で、いくつかの特徴を後のカモノハシ恐竜と共有していた。
プロバクトロサウルスはもともとロジェストヴェンスキーによりイグアノドン科に分類されていた。今日ではハドロサウルス上科であるとみなされ、比較的密接にハドロサウルス科と関連している。